# 魔天倫世界巡迴演唱會
《魔天倫世界巡迴演唱會》（英語：Opus Jay World Tour）是台灣男歌手周杰倫的第五次的大型巡回演唱會，於2013年5月17日在梅賽德斯-奔馳文化中心揭開序幕，第二階段於2014年5月2日在上海體育場重磅回歸，並主要在中國大陸巡演。
本演唱會結合了音樂劇的內容，在《魔天倫》裡的音樂劇為天台，亦邀請了部分天台的演員前往演唱會演出，周杰倫飾演浪子膏。《魔天倫2》裡的音樂劇則改為不能說的秘密，周杰倫再次飾演葉湘倫。
這亦是周杰倫第五張现场专辑以及演唱會DVD，分為DVD版、DVD+2CD版和藍光BD版，于2016年5月10日發行。該專輯收錄了周杰倫于2013年9月6至8日在台灣臺北小巨蛋“魔天倫世界巡迴演唱會”實況。

## 售票
| 開售日期          | 開售日期         | 開售時間                 | 開售類型                       |                  |                  |
| 第一阶段：魔天倫  | 第一阶段：魔天倫 | 第一阶段：魔天倫         | 第一阶段：魔天倫               | 第一阶段：魔天倫 | 第一阶段：魔天倫 |
| ----------------- | ---------------- | ------------------------ | ------------------------------ | ---------------- | ---------------- |
| 2013年            | 1月23日          | 下午1時正 （上海時間）   | 上海站大麥網公開發售           |                  |                  |
| 2013年            | 2月19日          | 晚上8時正 （新加坡時間） | 新加坡站sistic公開發售         |                  |                  |
| 2013年            | 4月6日           | 下午1時正 （台北時間）   | 台北站ibon公開發售             |                  |                  |
| 2013年            | 6月24日          | 上午10時正 （香港時間）  | 香港站東亞信用卡優先訂票       |                  |                  |
| 第二阶段：魔天倫2 |                  |                          |                                |                  |                  |
| 2014年            | 6月21日          | 下午1時正 （上海時間）   | 馬來西亞站TicketCharge公開發售 |                  |                  |
| 2014年            | 8月25日          | 上午10時正 （香港時間）  | 香港站城市售票網公開發售       |                  |                  |

### 事件纪录
- 首次以中國大陸作為巡迴首站，首次在中國大陸室內場地開唱（2013年5月17-19日）
- 歌曲「擱淺」只於巡迴首站的上海場次演唱（2013年5月17-19日）
- 南寧場為感冒場，亦令廣州站尾場成為歌曲「一路向北」的最後一次原Key（2013年7月20日，2013年7月13日）
- 刷新台灣歌手於紅磡體育館單一巡迴開唱場次紀錄（2013年9月13-22日）
- 香港站的尾場原訂於8:15PM開場，因颱風提前至2:00PM開場（2013年9月22日）
- 首次於印尼開唱（2013年10月12日）
- 台灣歌手在亞洲國際博覽館單一巡迴開唱場次最多（2014年11月19-24日）
- 首場新加坡個人戶外演唱會，首位於新加坡國家體育場開唱的台灣男藝人，原訂2014年11月8日，由於足球賽事延期（2014年12月27日）
- 廈門場為周杰倫第200場個人演唱會（2015年6月13日）

## 巡演地点
| 場次                      | 日期                     | 國家／地區               | 城市                     | 場館                             | 附註                                                     |
| 第一階段：魔天倫（46場）  | 第一階段：魔天倫（46場） | 第一階段：魔天倫（46場） | 第一階段：魔天倫（46場） | 第一階段：魔天倫（46場）         | 第一階段：魔天倫（46場）                                 |
| ------------------------- | ------------------------ | ------------------------ | ------------------------ | -------------------------------- | -------------------------------------------------------- |
| 1                         | 2013年5月17日            | 中国大陆                 | 上海                     | 梅賽德斯-奔馳文化中心            |                                                          |
| 2                         | 2013年5月18日            | 中国大陆                 | 上海                     | 梅賽德斯-奔馳文化中心            |                                                          |
| 3                         | 2013年5月19日            | 中国大陆                 | 上海                     | 梅賽德斯-奔馳文化中心            |                                                          |
| 4                         | 2013年5月24日            | 中国大陆                 | 北京                     | 首都體育館                       | 嘉賓：王學圻                                             |
| 5                         | 2013年5月25日            | 中国大陆                 | 北京                     | 首都體育館                       |                                                          |
| 6                         | 2013年5月26日            | 中国大陆                 | 北京                     | 首都體育館                       | 嘉賓：宋祖英                                             |
| 7                         | 2013年6月6日             | 新加坡                   | 新加坡                   | 新加坡室內體育館                 |                                                          |
| 8                         | 2013年6月7日             | 新加坡                   | 新加坡                   | 新加坡室內體育館                 |                                                          |
| 9                         | 2013年6月8日             | 新加坡                   | 新加坡                   | 新加坡室內體育館                 |                                                          |
| 10                        | 2013年6月22日            | 中国大陆                 | 成都                     | 成都市體育中心                   |                                                          |
| 11                        | 2013年6月29日            | 中国大陆                 | 武漢                     | 武漢体育中心體育場               |                                                          |
| 12                        | 2013年7月12日            | 中国大陆                 | 廣州                     | 廣州國際體育演藝中心             |                                                          |
| 13                        | 2013年7月13日            | 中国大陆                 | 廣州                     | 廣州國際體育演藝中心             |                                                          |
| 14                        | 2013年7月20日            | 中国大陆                 | 南寧                     | 廣西体育中心體育場               |                                                          |
| 15                        | 2013年7月27日            | 中国大陆                 | 天津                     | 天津奧林匹克體育中心體育場       |                                                          |
| 16                        | 2013年8月2日             | 马来西亚                 | 吉隆坡                   | 布特拉室內體育館                 |                                                          |
| 17                        | 2013年8月3日             | 马来西亚                 | 吉隆坡                   | 布特拉室內體育館                 |                                                          |
| 18                        | 2013年8月4日             | 马来西亚                 | 吉隆坡                   | 布特拉室內體育館                 |                                                          |
| 19                        | 2013年9月6日             | 臺灣                     | 台北                     | 臺北小巨蛋                       | 嘉賓：孫燕姿、鄧麗君 (動畫特效)、王仁千 (串場)           |
| 20                        | 2013年9月7日             | 臺灣                     | 台北                     | 臺北小巨蛋                       | 嘉賓：李玟                                               |
| 21                        | 2013年9月8日             | 臺灣                     | 台北                     | 臺北小巨蛋                       | 嘉賓：五月天                                             |
| 22                        | 2013年9月13日            | 香港                     | 香港                     | 紅磡體育館                       | 嘉賓：張智霖                                             |
| 23                        | 2013年9月14日            | 香港                     | 香港                     | 紅磡體育館                       | 嘉賓：陳慧琳                                             |
| 24                        | 2013年9月15日            | 香港                     | 香港                     | 紅磡體育館                       | 嘉賓：容祖兒                                             |
| 25                        | 2013年9月16日            | 香港                     | 香港                     | 紅磡體育館                       | 嘉賓：草蜢                                               |
| 26                        | 2013年9月17日            | 香港                     | 香港                     | 紅磡體育館                       | 嘉賓：鄭伊健，陳小春，錢嘉樂，謝天華，林曉峰、Angelababy |
| 27                        | 2013年9月19日            | 香港                     | 香港                     | 紅磡體育館                       | 嘉賓：李玟                                               |
| 28                        | 2013年9月20日            | 香港                     | 香港                     | 紅磡體育館                       | 嘉賓：甄子丹                                             |
| 29                        | 2013年9月21日            | 香港                     | 香港                     | 紅磡體育館                       | 嘉賓：鐘鎮濤                                             |
| 30                        | 2013年9月22日            | 香港                     | 香港                     | 紅磡體育館                       | 嘉賓：陳奕迅                                             |
| 31                        | 2013年9月30日            | 中国大陆                 | 西安                     | 陝西省體育場                     |                                                          |
| 32                        | 2013年10月12日           | 印度尼西亞               | 雅加達                   | Mata Elang International Stadium | 嘉賓：劉晨                                               |
| 33                        | 2013年10月19日           | 中国大陆                 | 福州                     | 福建省奧林匹克體育中心           |                                                          |
| 34                        | 2013年11月2日            | 中国大陆                 | 重慶                     | 重慶市奧林匹克體育中心           |                                                          |
| 35                        | 2013年11月9日            | 中国大陆                 | 南京                     | 南京奧林匹克體育中心             |                                                          |
| 36                        | 2013年11月16日           | 中国大陆                 | 杭州                     | 黃龍體育中心體育場               |                                                          |
| 37                        | 2013年11月24日           | 中国大陆                 | 深圳                     | 深圳灣體育中心體育場             |                                                          |
| 38                        | 2014年4月11日            |                          | 悉尼                     | 庫多斯銀行體育館                 |                                                          |
| 39                        | 2014年4月25日            | 中国大陆                 | 貴陽                     | 貴陽市奧林匹克體育中心           |                                                          |
| 40                        | 2014年5月10日            | 中国大陆                 | 長沙                     | 賀龍體育場                       |                                                          |
| 41                        | 2014年5月17日            | 中国大陆                 | 合肥                     | 合肥奧林匹克體育中心             |                                                          |
| 42                        | 2014年5月31日            | 中国大陆                 | 鄭州                     | 河南省體育中心                   |                                                          |
| 43                        | 2014年6月28日            | 中国大陆                 | 青島                     | 青島國信體育中心體育場           |                                                          |
| 44                        | 2014年7月12日            | 中国大陆                 | 大連                     | 大連體育中心體育場               |                                                          |
| 45                        | 2014年7月19日            | 中国大陆                 | 常州                     | 常州奧體中心新城體育場           |                                                          |
| 46                        | 2014年9月13日            | 中国大陆                 | 太原                     | 山西省體育中心紅燈籠體育場       |                                                          |
| 第二階段：魔天倫2（30場） |                          |                          |                          |                                  |                                                          |
| 47                        | 2014年5月2日             | 中国大陆                 | 上海                     | 上海體育場                       |                                                          |
| 48                        | 2014年5月24日            | 中国大陆                 | 北京                     | 工人體育場                       |                                                          |
| 49                        | 2014年9月6日             | 中国大陆                 | 廣州                     | 天河體育中心體育場               |                                                          |
| 50                        | 2014年11月14日           | 马来西亚                 | 吉隆坡                   | 布特拉室內體育館                 |                                                          |
| 51                        | 2014年11月15日           | 马来西亚                 | 吉隆坡                   | 布特拉室內體育館                 |                                                          |
| 52                        | 2014年11月19日           | 香港                     | 香港                     | 亞洲國際博覽館                   |                                                          |
| 53                        | 2014年11月20日           | 香港                     | 香港                     | 亞洲國際博覽館                   | 嘉賓：張學友                                             |
| 54                        | 2014年11月21日           | 香港                     | 香港                     | 亞洲國際博覽館                   |                                                          |
| 55                        | 2014年11月22日           | 香港                     | 香港                     | 亞洲國際博覽館                   |                                                          |
| 56                        | 2014年11月23日           | 香港                     | 香港                     | 亞洲國際博覽館                   | 嘉賓：成龍                                               |
| 57                        | 2014年11月24日           | 香港                     | 香港                     | 亞洲國際博覽館                   |                                                          |
| 58                        | 2014年12月27日           | 新加坡                   | 新加坡                   | 新加坡國家體育場                 |                                                          |
| 59                        | 2015年4月11日            | 中国大陆                 | 成都                     | 成都市體育中心                   |                                                          |
| 60                        | 2015年4月18日            | 中国大陆                 | 重慶                     | 重慶市奧林匹克體育中心           |                                                          |
| 61                        | 2015年4月25日            | 中国大陆                 | 天津                     | 天津奧林匹克體育中心體育場       |                                                          |
| 62                        | 2015年5月1日             | 中国大陆                 | 西安                     | 陝西省體育場                     |                                                          |
| 63                        | 2015年5月9日             | 中国大陆                 | 武漢                     | 武漢体育中心體育場               |                                                          |
| 64                        | 2015年5月16日            | 中国大陆                 | 南京                     | 南京奧林匹克體育中心             |                                                          |
| 65                        | 2015年5月23日            | 中国大陆                 | 杭州                     | 黃龍體育中心體育場               |                                                          |
| 66                        | 2015年6月6日             | 中国大陆                 | 濟南                     | 濟南奧林匹克體育中心體育場       |                                                          |
| 67                        | 2015年6月13日            | 中国大陆                 | 廈門                     | 廈門市體育中心                   |                                                          |
| 68                        | 2015年6月20日            | 中国大陆                 | 深圳                     | 深圳灣體育中心體育場             |                                                          |
| 69                        | 2015年9月12日            | 中国大陆                 | 瀋陽                     | 瀋陽奧林匹克體育中心             |                                                          |
| 70                        | 2015年9月19日            | 中国大陆                 | 洛陽                     | 洛陽新區體育場                   |                                                          |
| 71                        | 2015年9月26日            | 中国大陆                 | 佛山                     | 佛山世紀蓮體育中心               | 嘉賓：李安、陳梓童                                       |
| 72                        | 2015年10月17日           | 中国大陆                 | 徐州                     | 徐州奧林匹克體育中心體育場       | 嘉賓：江源東、徐林                                       |
| 73                        | 2015年10月24日           | 中国大陆                 | 麗水                     | 麗水市體育場                     |                                                          |
| 74                        | 2015年11月7日            | 中国大陆                 | 蘇州                     | 蘇州體育中心體育場               |                                                          |
| 75                        | 2015年11月14日           | 中国大陆                 | 南昌                     | 江西省奥体中心体育场             | 嘉賓：貝貝、關詩敏                                       |
| 76                        | 2015年12月20日           | 中国大陆                 | 昆明                     | 昆明拓東體育場                   | 嘉賓：巨砲、劉畊宏                                       |

## 表演曲目
以下為魔天倫1的部分常駐歌曲：
- 驚嘆號
- 龍拳
- 天臺 （with 宋健彰）
- 天臺的月光
- 比較大的大提琴（with 袁詠琳、邱凱偉、楊瑞代、宋健彰）
- 快門慢舞（袁詠琳、邱凱偉）
- 打架舞（with 宋健彰、邱凱偉）
- 哪里都是你
- 一路向北
- 不能說的秘密
- 雙截棍
- 明明就
- Mine Mine
- 龍捲風
- 安静
- 公公偏頭痛
- 青花瓷
- 紅塵客棧
- 鬥牛＋水手怕水＋大笨鐘
- 彩虹＋軌跡＋牛仔很忙＋星晴＋回到過去
- 完美主義＋喬克叔叔
- 晴天

Encore
- 手語
- 開不了口
- 烏克麗麗
- 黑色毛衣
- 陽光宅男

1. 驚嘆號 

2. 龍拳 

3. 最後的戰役 

4. 天臺 （with 宋健彰） 

5. 天臺的月光 

6. 比較大的大提琴（with 袁詠琳、邱凱偉、楊瑞代、宋健彰） 

7. 快門慢舞（袁詠琳、邱凱偉） 

8. 打架舞（with 宋健彰、邱凱偉） 

9. 哪裡都是你 

10. 一路向北 
 
11. 不能說的秘密 

12. 雙截棍 

13. 明明就 

14. 擱淺 

15. 青花瓷 

16. 安靜 
 
17. 公公偏頭痛 

18. 紅塵客棧 

19. 大笨鐘 

20. 彩虹+軌跡+牛仔很忙+星晴+回到過去 

21. 完美主義+喬克叔叔 

22. 晴天 

Encore 1 

23. 手語 

24. 開不了口 

Encore 2 

25. 烏克麗麗 

26. 七里香 

1. 驚嘆號 

2. 龍拳 

3. 最後的戰役 

4. 天臺 （with 宋健彰） 

5. 天臺的月光 

6. 比較大的大提琴（with 袁詠琳、邱凱偉、楊瑞代、宋健彰） 

7. 快門慢舞（袁詠琳、邱凱偉） 

8. 打架舞（with 宋健彰、邱凱偉） 

9. 哪裡都是你 

10. 一路向北 
 
11. 不能說的秘密 

12. 雙截棍 

13. 明明就 

14. 蝸牛 

15. Mine Mine 

16. 安靜 
 
17. 公公偏頭痛 

18. 青花瓷 

19. 紅塵客棧 

20. 大笨鐘 

21. 聽媽媽的話 

22. 彩虹+軌跡+牛仔很忙+星晴+回到過去 

23. 完美主義+喬克叔叔 

24. 晴天 

Encore 1 

25. 手語 

26. 開不了口 

Encore 2 

27. 烏克麗麗 

28. 稻香 

1. 驚嘆號 

2. 龍拳 

3. 最後的戰役 

4. 天臺 （with 宋健彰） 

5. 天臺的月光 

6. 比較大的大提琴（with 袁詠琳、邱凱偉、楊瑞代、宋健彰） 

7. 快門慢舞（袁詠琳、邱凱偉） 

8. 一路向北 
 
9. 不能說的秘密 

10. 雙截棍 

11. 稻香 

12. Mine Mine 

13. 安靜 
 
14. 公公偏頭痛 

15. 青花瓷 

16. 紅塵客棧 

17. 彩虹+軌跡+牛仔很忙+星晴+回到過去 

18. 雙截棍（吉他版） 

19. 晴天 

Encore 1 

20. 手語 

21. 開不了口 

Encore 2 

22. 烏克麗麗 

Encore 3 

23. 黑色毛衣 

24. 陽光宅男 

1. 驚嘆號 

2. 龍拳 

3. 最後的戰役 

4. 天臺 （with 宋健彰） 

5. 天臺的月光 

6. 比較大的大提琴（with 袁詠琳、邱凱偉、楊瑞代、宋健彰） 

7. 快門慢舞（袁詠琳、邱凱偉） 

8. 打架舞（with 宋健彰、邱凱偉） 

9. 一路向北 
 
10. 不能說的秘密 

11. 雙截棍 

12. 明明就 

13. 世界末日 

14. Mine Mine 

15. 安靜 
 
16. 公公偏頭痛 

17. 青花瓷 

18. 紅塵客棧 

19. 大笨鐘 

20. 彩虹+軌跡+牛仔很忙+星晴+回到過去 

21. 完美主義+喬克叔叔 

22. 晴天 

Encore 1 

23. 手語 

24. 開不了口 

Encore 2 

25. 烏克麗麗 

Encore 3 

26. 黑色幽默（樂隊環節） 

27. 屋頂（with 袁詠琳） 

28. 陽光宅男 

1. 驚嘆號 

2. 龍拳 

3. 最後的戰役 

4. 天臺 （with 宋健彰） 

5. 比較大的大提琴（with 袁詠琳、邱凱偉、楊瑞代、宋健彰） 

6. 快門慢舞（袁詠琳、邱凱偉） 

7. 打架舞（with 宋健彰、邱凱偉） 

8. 哪裡都是你 

9. 一路向北 
 
10. 不能說的秘密 

11. 雙截棍 

12. 明明就 

13. 世界末日 

14. 七里香 

15. 歲月如歌（原唱：陳奕迅） 
 
16. 公公偏頭痛 

17. 青花瓷 

18. 你怎麼說+紅塵客棧+千里之外（with 鄧麗君(動畫特效)） 

19. 大笨鐘 

20. 天臺的月光 

21. 彩虹+軌跡+牛仔很忙+星晴+回到過去 

22. 晴天 

Encore 1 

23. 手語 

24. 開不了口 

Encore 2 

25. 烏克麗麗 

26. 屋頂（with 李玟） 

27. 刀馬旦（with 李玟） 

28. 陽光宅男 

1. 驚嘆號 

2. 龍拳 

3. 最後的戰役 

4. 稻香 

5. 簡單愛 

6. 一路向北 

7. 不能說的秘密 

8. 雙截棍 

9. 明明就 

10. 世界末日 
 
11. 龍捲風 

12. 安靜 

13. 公公偏頭痛 

14. 青花瓷 

15. 千里之外（with 劉晨） 

16. 大笨鐘 
 
17. 彩虹+軌跡+牛仔很忙+星晴+回到過去 

18. 完美主義+喬克叔叔 

19. 晴天 

Encore 1 

20. 手語 

21. 開不了口 

Encore 2 

22. 烏克麗麗 

23. 陽光宅男 

Encore 3 

24. 七里香 

1. 驚嘆號 

2. 龍拳 

3. 最後的戰役 

4. 天臺 （with 宋健彰） 

5. 天臺的月光 

6. 比較大的大提琴（with 袁詠琳、邱凱偉、楊瑞代、宋健彰） 

7. 快門慢舞（袁詠琳、邱凱偉） 

8. 打架舞（with 宋健彰、邱凱偉） 

9. 哪裡都是你 

10. 一路向北 
 
11. 不能說的秘密 

12. 雙截棍 

13. 明明就 

14. 世界末日 

15. 龍捲風 

16. 安靜 
 
17. 公公偏頭痛 

18. 青花瓷 

19. 紅塵客棧 

20. 大笨鐘 

21. 彩虹+軌跡+牛仔很忙+星晴+回到過去 

22. 晴天 

Encore 1 

23. 手語 

24. 開不了口 

Encore 2 

25. 稻香 

26. 烏克麗麗 

27. 陽光宅男 

Encore 3 

28. 七里香 

29. 說好的幸福呢 

1. 驚嘆號 

2. 龍拳 

3. 最後的戰役 

4. 天臺 （with 宋健彰） 

5. 天臺的月光（with 袁詠琳 

6. 比較大的大提琴（with 袁詠琳、邱凱偉、楊瑞代、宋健彰） 

7. 快門慢舞（袁詠琳、邱凱偉） 

8. 打架舞（宋健彰、邱凱偉） 

9. 不能說的秘密 
 
10. 雙截棍 

11. 稻香 

12. 龍捲風（with 袁詠琳） 

13. 說好的幸福呢（with 袁詠琳） 
 
14. 公公偏頭痛 

15. 青花瓷 

16. 東風破 

17. 大笨鐘 

18. 七里香+牛仔很忙+星晴+回到過去 

19. 晴天 

Encore 1 

20. 手語 

21. 開不了口 

Encore 2 

22. 安靜 

23. 周大俠 

1. 驚嘆號 

2. 龍拳 

3. 最後的戰役 

4. 天臺 （with 宋健彰） 

5. 天臺的月光 

6. 比較大的大提琴（with 袁詠琳、邱凱偉、楊瑞代、宋健彰） 

7. 快門慢舞（袁詠琳、邱凱偉） 

8. 以父之名 
 
9. 雙截棍 

10. 稻香 

11. 龍捲風（with 袁詠琳） 

12. 說好的幸福呢（with 袁詠琳） 
 
13. 公公偏頭痛 

14. 本草綱目 

15. 青花瓷 

16. 夜曲 

17. 反方向的鐘 

18. 晴天 

Encore 1 

19. 手語 

20. 簡單愛 

21. 開不了口 

Encore 2 

22. 黑色幽默（樂隊環節） 

23. 烏克麗麗 

24. 陽光宅男 

Encore 3 

25. 月光 

26. 七里香 

1. 驚嘆號 

2. 龍拳 

3. 最後的戰役 

4. 天臺 （with 宋健彰） 

5. 天臺的月光 

6. 比較大的大提琴（with 袁詠琳、邱凱偉、楊瑞代、宋健彰） 

7. 快門慢舞（袁詠琳、邱凱偉） 

8. 打架舞（宋健彰、邱凱偉） 

9. 一路向北 
 
10. 不能說的秘密 

11. 雙截棍 

12. 稻香 

13. 龍捲風（with 袁詠琳） 

14. 說好的幸福呢（with 袁詠琳） 
 
15. 公公偏頭痛 

16. 青花瓷 

17. 紅塵客棧 

18. 七里香 

19. 反方向的鐘 

20. 晴天 

Encore 1 

21. 手語 

22. 以父之名 

Encore 2 

23. 愛的飛行日記（點歌） 

24. 回到過去（點歌） 

25. 黑色毛衣（點歌） 

26. 擱淺（樂隊環節）

27. 烏克麗麗 

28. 陽光宅男 

Encore 3 

29. 安靜 

Encore 4 

30. 開不了口 

1. 驚嘆號 

2. 龍拳 

3. 最後的戰役 

4. 說好的幸福呢 

5. 簡單愛

6. 一路向北 

7. 不能說的秘密 

8. 雙截棍 

9. 明明就 
 
10. 稻香 

11. 安靜 

12. 屋頂（with 袁詠琳） 

13. 公公偏頭痛 

14. 紅塵客棧 
 
15. 大笨鐘 

16. 彩虹+軌跡+牛仔很忙+星晴+回到過去 

17. 完美主義+喬克叔叔 

18. 晴天 

Encore 1 

19. 手語 

20. 開不了口 

Encore 2 

21. 夜曲 

22.  可愛女人 

23.  烏克麗麗 

24.  陽光宅男 

Encore 3 

25. 七里香 

1. 驚嘆號 

2. 龍拳 

3. 最後的戰役 

4. 免費教學錄影帶（with 宋健彰、袁詠琳） 

5. 浪漫手機（with 袁詠琳） 

6. 魔術先生（with 袁詠琳、宋健彰、邱凱偉） 

7. 打架舞（with 宋健彰、邱凱偉） 

8. 不能說的秘密 
 
9. 一路向北 

10. 聽見下雨的聲音（新歌首唱） 

11. 雙截棍 

12. 可愛女人 

13. 上海一九四三 

14. 龍捲風 

15. 安靜 
 
16. 公公偏頭痛 

17. 青花瓷 

18. 紅塵客棧 

19. 大笨鐘 

20. 雙截棍（吉他版） 

21. 彩虹+軌跡+牛仔很忙+星晴+回到过去 

22. 晴天 

Encore 1 

23. 天地一斗 

24. 黑色毛衣 

25. 四面楚歌 

26. 烏克麗麗 

27. 陽光宅男 

Encore 2 

28. 最長的電影 

29. 說好的幸福呢 

30. 七里香 

31. 開不了口 

1. 驚嘆號 

2. 龍拳 

3. 最後的戰役 

4. 免費教學錄影帶（with 宋健彰、袁詠琳） 

5. 浪漫手機（with 袁詠琳） 

6. 魔術先生（with 袁詠琳、宋健彰、邱凱偉） 

7. 打架舞（with 宋健彰、邱凱偉） 

8. 不能說的秘密 
 
9. 一路向北 

10. 世界未末日 

11. 雙截棍 

12. 可愛女人 

13. 擱淺+最長的電影 

14. 安靜 
 
15. 公公偏頭痛 

16. 青花瓷 

17. 紅塵客棧 

18. 大笨鐘 

19. 愛在西元前（點歌） 

20. 彩虹+軌跡+牛仔很忙+星晴+回到过去 

21. 晴天 

Encore 1 

22. 天地一斗 

23. 黑色毛衣 

24. 四面楚歌 

25. 烏克麗麗 

26. 陽光宅男 

Encore 2 

27. 藉口 

28. 周大俠 

29. 說好的幸福呢 

30. 屋頂 

31. 七里香 

32. 開不了口 

1. 驚嘆號 

2. 龍拳 

3. 最後的戰役 

4. 免費教學錄影帶（with 宋健彰、袁詠琳） 

5. 浪漫手機（with 袁詠琳） 

6. 魔術先生（with 袁詠琳、宋健彰、邱凱偉） 

7. 打架舞（with 宋健彰、邱凱偉） 

8. 不能說的秘密 
 
9. 一路向北 

10. 世界未末日 

11. 雙截棍 

12. 可愛女人 

13. 世界末日 

14. 龍捲風 
 
15. 安靜 

16. 公公偏頭痛 

17. 青花瓷 

18. 紅塵客棧 

19. 大笨鐘 

20. 半島鐵盒（點歌） 

21. 夜曲（點歌） 

22. 彩虹+軌跡+牛仔很忙+星晴+回到过去 

23. 晴天 

Encore 1 

24. 手語

25. 開不了口 

Encore 2 

26. 聽媽媽的話 

27. 白色風車 

28. 烏克麗麗 

29. 陽光宅男 

Encore 3 

30. 屋頂 

31. 七里香 

1. 驚嘆號 

2. 龍拳 

3. 最後的戰役 

4. 免費教學錄影帶（with 宋健彰、袁詠琳） 

5. 浪漫手機（with 袁詠琳） 

6. 魔術先生（with 袁詠琳、宋健彰、邱凱偉） 

7. 快門慢舞（袁詠琳、邱凱偉） 

8. 打架舞（with 宋健彰、邱凱偉） 

9. 不能說的秘密 
 
10. 一路向北 

11. 世界未末日 

12. 雙截棍 

13. 可愛女人 

14. 世界末日 

15. 龍捲風 

16. 安靜 
 
17. 公公偏頭痛 

18. 青花瓷 

19. 紅塵客棧 

20. 大笨鐘 

21. 甜甜的 

22. 屋頂（點歌） 

23. 忍者（點歌） 

24. 彩虹+軌跡+牛仔很忙+星晴+回到过去 

25. 晴天 

Encore 1 

26. 天地一斗 

27. 黑色毛衣 

28. 聽爸爸的話 

29. 陽明山 

Encore 2 

30. 簡單愛 

31. 烏克麗麗 

32. 陽光宅男 

Encore 3 

33. 千里之外 

34. 七里香 

1. 驚嘆號 

2. 龍拳 

3. 最後的戰役 

4. 魔術先生（with 袁詠琳、宋健彰、邱凱偉） 
 
5. 打架舞（with 宋健彰、邱凱偉） 

6. 不能說的秘密 
 
7. 一路向北 

8. 世界未末日 

9. 雙截棍 

10. 可愛女人 

11. 蝸牛 

12. 安靜 
 
13. 公公偏頭痛 

14. 青花瓷 

15. 紅塵客棧 

16. 鬥牛+水手怕水+大笨鐘 

17. 彩虹+軌跡+牛仔很忙+星晴+回到过去 

18. 晴天 

Encore 1 

19. 天地一斗 

20. 黑色毛衣 

21. 聽爸爸的話 

22. 陽明山 

Encore 2 

23. 時光機 

24. 烏克麗麗 

25. 陽光宅男 

Encore 3 

26. 我不配 

27. 七里香 

28. 開不了口 

1. 驚嘆號 

2. 龍拳 

3. 最後的戰役 

4. 免費教學錄影帶（with 宋健彰、袁詠琳） 

5. 浪漫手機（with 袁詠琳） 

6. 魔術先生（with 袁詠琳、宋健彰、邱凱偉） 

7. 快門慢舞（袁詠琳、邱凱偉） 

8. 打架舞（with 宋健彰、邱凱偉） 

9. 不能說的秘密 
 
10. 一路向北 

11. 世界末日 

12. 雙截棍 

13. 可愛女人 

14. 龍捲風 

15. 安靜 
 
16. 公公偏頭痛 

17. 青花瓷 

18. 紅塵客棧 

19. 大笨鐘 

20. 楓（點歌） 

21. 暗號（點歌） 

22. 彩虹+軌跡+牛仔很忙+星晴+回到过去 

23. 晴天 

Encore 1 

24. 天地一斗 

25. 黑色毛衣 

26. 聽爸爸的話 

27. 陽明山 

Encore 2 

28. 稻香 

29. 聽見下雨的聲音 

30. 烏克麗麗 

31. 陽光宅男 

Encore 3 

32. 周大俠 

33. 說好的幸福呢 

34. 屋頂 

35. 七里香 

36. 開不了口 

1. 驚嘆號 

2. 龍拳 

3. 最後的戰役 

4. 免費教學錄影帶（with 宋健彰、袁詠琳） 

5. 浪漫手機（with 袁詠琳） 

6. 魔術先生（with 袁詠琳、邱凱偉、楊瑞代、宋健彰） 
 
7. 快門慢舞（袁詠琳、邱凱偉） 

8. 打架舞（with 宋健彰、邱凱偉） 

9. 不能說的秘密 
 
10. 一路向北 

11. 世界末日 

12. 雙截棍 

13. 可愛女人 

14. 聽爸爸的話 

15. 安靜 
 
16. 公公偏頭痛 
 
17. 青花瓷 

18. 千里之外 

19. 大笨鐘 

20. 開不了口（點歌）

21. 安靜（點歌）

22. 擱淺（點歌）

23. 彩虹+軌跡+牛仔很忙+星晴+回到过去 

24. 晴天 

Encore 1 

25. 天地一斗 

26. 黑色毛衣 

27. 陽明山 

Encore 2 

28. 簡單愛 

29. 說了再見（樂隊環節） 

30. 最長的電影（樂隊環節） 

31. 烏克麗麗 

32. 陽光宅男 

Encore 3 

33. 算什麼男人（新歌首唱）

34. 屋頂（with 袁詠琳） 

35. 七里香 

1. 驚嘆號 

2. 龍拳 

3. 最後的戰役 

4. 免費教學錄影帶（with 宋健彰、袁詠琳） 

5. 浪漫手機（with 袁詠琳） 

6. 魔術先生（with 袁詠琳、邱凱偉、楊瑞代、宋健彰） 
 
7. 快門慢舞（袁詠琳、邱凱偉） 

8. 打架舞（with 宋健彰、邱凱偉） 

9. 不能說的秘密（with 袁詠琳） 
 
10. 一路向北 

11. 世界末日 

12. 雙截棍 

13. 可愛女人 

14. 稻香 

15. 安靜 
 
16. 青花瓷 

17. 大笨鐘 

18. 彩虹+軌跡+牛仔很忙+星晴+回到过去 

Encore 1 

19. 黑色毛衣 

20. 四面楚歌 

21. 簡單愛 

22. 黑色幽默 

23. 我要夏天 

Encore 2 

24. 說了再見 

25. 算什麼男人 

26. 七里香 

27. 開不了口 

## 演唱會專輯

### DVD
1. Opening
2. 驚嘆號
3. 龍拳
4. 最後的戰役
5. 天臺 （with 宋健彰）
6. 比較大的大提琴（with 袁詠琳、邱凱偉、楊瑞代、宋健彰）
7. 快門慢舞（袁詠琳、邱凱偉）
8. 打架舞（with 宋健彰、邱凱偉）
9. 哪裡都是你
10. 一路向北
11. 不能說的秘密
12. 雙截棍
13. 明明就
14. Mine Mine
15. 龍捲風
16. 公公偏頭痛
17. 青花瓷
18. 鬥牛＋水手怕水＋大笨鐘
19. 彩虹＋軌跡
20. 手語
21. 開不了口
22. 烏克麗麗
23. 陽光宅男（with 袁詠琳、邱凱偉、楊瑞代、宋健彰）

### CD
| CD 1 1. 驚嘆號 2. 龍拳 3. 最後的戰役 4. 天臺 （with 宋健彰） 5. 比較大的大提琴（with 袁詠琳、邱凱偉、楊瑞代、宋健彰） 6. 快門慢舞（袁詠琳、邱凱偉） 7. 打架舞（with 宋健彰、邱凱偉） 8. 哪裡都是你 9. 一路向北 10. 不能說的秘密 11. 雙截棍 | CD 2 1. 明明就 2. Mine Mine 3. 龍捲風 4. 公公偏頭痛 5. 青花瓷 6. 鬥牛＋水手怕水＋大笨鐘 7. 彩虹＋軌跡 8. 手語 9. 開不了口 10. 烏克麗麗 11. 陽光宅男（with 袁詠琳、邱凱偉、楊瑞代、宋健彰） |